# .root
.root er et generisk topdomæne, der er observeret at eksistere, men ingen forklaring af domænets formål findes. 
Domænet blev først observeret i 2004.
| Generiske topdomæner | Spire Denne artikel om generiske topdomæner er en spire som bør udbygges. Du er velkommen til at hjælpe Wikipedia ved at udvide den. |